# Torre de Felx
Los restos de la Torre de Felx de Benaguacil, declarados bienes de interés cultural, con código 46.11.051-005 y denominada también Torre Félix, se alzan sobre una pequeña elevación de poco más de 100 metros denominada Plano de la Barca, que domina el territorio delimitado por un meandro del río Turia. Se accede por una desviación de la carretera Benaguacil-Ribarroja, en dirección a la urbanización “Vilanova”. Llegados a ésta, se rodea por un camino de tierra que lleva hasta el espolón rocoso donde están las ruinas medio ocultas por la vegetación, que también son conocidas como El Castellet.
Debió tratarse de una alquería islámica fortificada integrada en el cinturón defensivo de la ciudad de Valencia, y dependiente del vecino Castillo de Villamarchante.
Solo se conservan restos de sus muros, construidos con tapial de mortero. Seguramente dispuso a su alrededor de algún tipo de recinto amurallado, así como de otras construcciones auxiliares.

## Descripción
Dada la tipología de los restos cerámicos que aparecieron (cerámica islámica sin decoración y cerámica moderna) y la factura de los muros que envuelven el recinto, podría tratarse de una alquería islámica fortificada que formaría parte del principal cinturón defensivo de alquerías que protegían la ciudad de Valencia, como las de Bofilla y Moncada, entre otras. Estas construcciones se componían de una serie de elementos, torre, albacar y recinto murado, que les daban un carácter fortificado.
Los muros fueron construidos con tapial de mortero, utilizando además piedras ordenadas dentro del encofrado, situando su cara más plana o lisa paralela a la tabla. De esta manera en las zonas donde el muro ha perdido el enlucido final con que eran recubiertos, se asemejan a muros de mampostería.